# Challenger de Gimcheon 2014 (dobles masculino)

## Presentación previa
No hay campeones defensores ya que se trata de la primera edición del torneo.
La pareja australiana Samuel Groth y Chris Guccione ganaron el título, derrotando a la pareja Austin Krajicek y John-Patrick Smith en la final, 6–75, 7–5, [10–4].